# Kurznasen-Erntemaus
Die Kurznasen-Erntemaus (Reithrodontomys brevirostris) ist ein in Mittelamerika verbreitetes Nagetier in der Gattung der Erntemäuse. Sie ist eng mit der Mexiko-Erntemaus (Reithrodontomys mexicanus) verwandt.

## Merkmale
Erwachsene Exemplare sind ohne Schwanz 160 bis 180 mm lang, die Schwanzlänge beträgt 100 bis 115 mm und das Gewicht liegt bei 11 bis 15,5 g. Die Art hat 16 bis 19 mm lange Hinterfüße und 14 bis 16 mm lange Ohren. Typisch ist ein langes Fell, das oberseits ockerfarben bis orangebraun ist. Oben auf den Füßen gibt es eine dreieckige dunkle Stelle. Eine Population, die mit dem Epitheton nicaraguae beschrieben wurde, unterscheidet sich morphologisch von südlichen Populationen. Für eine Anerkennung als Art sind die Unterschiede jedoch zu gering.

## Verbreitung und Lebensweise
Dieses Nagetier lebt in Nicaragua östlich des Nicaraguasees und bis zum zentralen Costa Rica. Es bewohnt Gebirge zwischen 1100 und 2300 Meter Höhe. Die Kurznasen-Erntemaus hält sich in tropischen immergrünen Wäldern sowie in Wolken- und Nebelwäldern auf. Manchmal besucht sie Plantagen.
Die Individuen klettern manchmal auf heruntergefallenen Ästen oder auf den Wurzeln der Bäume. Im Juni waren zwei Weibchen mit 3 bzw. 4 Embryos trächtig. Das Revier wird oft mit der Mexiko-Erntemaus oder der Sumichrast-Erntemaus (Reithrodontomys sumichrasti) geteilt, auch wenn diese tiefere Lagen und offenere Wälder bevorzugen.

## Gefährdung
Die IUCN listet die Kurznasen-Erntemaus als nicht gefährdet (least concern) aufgrund fehlender Bedrohungen und einer vermutlich stabilen Gesamtpopulation.